# Suzemskij rajon
Il Suzemskij rajon (in russo Суземский район?) è un rajon dell'Oblast' di Brjansk, nella Russia europea; il capoluogo è Suzemka. Istituito nel 1929, ricopre una superficie di 1.339,32 chilometri quadrati e nel 2010 ospitava una popolazione di 17.410 abitanti.